# Unidad Cívica Solidaridad
Unidad Cívica Solidaridad (UCS) fue un partido político socioliberal de Bolivia. Fue fundado el 15 de agosto de 1989 por Max Fernández, y fue liderado por su hijo, Jhonny Fernández.
La UCS fue parte de la "megacoalición" que apoyó la presidencia de Hugo Banzer desde 1997 hasta 2001. La coalición también incluyó la Acción Democrática Nacionalista (ADN), el Movimiento de Izquierda Revolucionaria (MIR), y Conciencia de Patria (CONDEPA).
En las elecciones generales de 2002 el partido obtuvo el 5,3% de los votos y cinco escaños de 130 en la Cámara de Diputados; sin embargo, no obtuvo escaños en el Senado.
En las elecciones subnacionales de 2015, el partido obtuvo 168.718 votos en el municipio de Santa Cruz de la Sierra, por lo que obtuvo tres concejales electos, entre ellos Jhonny Fernández.
En las anuladas elecciones generales de 2019, el exvicepresidente Víctor Hugo Cárdenas es postulado a la presidencia.
En las elecciones generales de 2020, el partido se adhirió a la alianza Creemos y apoyó el proyecto presidencial de Luis Fernando Camacho, quien llegó a obtener el 14% de los votos. A finales del mismo año Creemos anunciaría que la alianza con la UCS «feneció».
En las elecciones subnacionales de 2021, Fernández vuelve a la alcaldía con el 35,41% de los votos, derrotando con un margen muy estrecho a José Gary Añez, candidato de C-A (Comunidad Ciudadana).

## Resultados electorales

### Presidenciales
|  | 13.77 % |

|  | 16.11 % |

|  | 5.51 % |

|  | 0.41 % |

|  | 14.00 % |

|  | 1.60 % |

### Parlamentarias
|  | 13.77 % |

|  | 16.11 % |

|  | 5.51 % |

|  | 0.41 % |

|  | 14.00 % |

### Subnacionales
| Año  | Candidato         | Votos  | %               | Posición | Resultado | Notas |
| ---- | ----------------- | ------ | --------------- | -------- | --------- | --- |
| 2015 | Alejandro Almaraz | 76 907 | \| \| 8.96 % \| | (3°)     | No electo | Como parte de la alianza UNICO Ver lista - Frente de Unidad Nacional (UN) - Frente Revolucionario de Izquierda (FRI) - Unidad Cívica Solidaridad (UCS) - Libertad de Pensamiento para Bolivia (LPB) |
|      | 8.96 %            |        |                 |          |           | |

| Año  | Candidato             | Votos | %               | Posición | Resultado | Notas |
| ---- | --------------------- | ----- | --------------- | -------- | --------- | ----- |
| 2021 | Bryan Oliver Nigoevic | 3 562 | \| \| 1.38 % \| | (10°)    | No electo |       |
|      | 1.38 %                |       |                 |          |           |       |

#### Municipios ganados
| Año  | Departamento | Cargo y municipio                  | Candidato                | Resultado        |
| ---- | ------------ | ---------------------------------- | ------------------------ | ---------------- |
| 2021 | Santa Cruz   | Alcalde de Santa Cruz de la Sierra | Jhonny Fernández Saucedo | \| \| 35.41 % \| |
|      | 35.41 %      |                                    |                          |                  |